# D. B. Weiss
Daniel Brett Weiss (Chicago, 23 de abril de 1971) é produtor, escritor e diretor de televisão norte-americano. Junto com seu colaborador David Benioff, ele é mais conhecido como co-criador, showrunner e roteirista de Game of Thrones, a adaptação da HBO da série de livros de George R. R. Martin, A Song of Ice and Fire.

## Biografia
Weiss nasceu e cresceu em Chicago, Illinois, se formou na Universidade Wesleyan, conseguiu um Mestrado de Filosofia em literatura irlandesa do Trinity College, Dublin e um Mestrado em Belas Artes da Iowa Writers' Workshop.
Em 2003, Weiss publicou seu primeiro livro, Lucky Wander Boy.
Em 2011, criou junto com David Benioff a série de televisão Game of Thrones, baseada na série de livros As Crônicas de Gelo e Fogo escritos por George R. R. Martin, onde atuou também como produtor executivo e roteirista da série. Por seu trabalho na série, recebeu em 2019 o Prêmio dos Fundadores da Academia Internacional das Artes e Ciências Televisivas.
Em 2020, foi revelado que Benioff, D. B. Weiss e Alexander Woo escreveriam e produziriam uma série da Netflix baseada no livro O Problema dos Três Corpos.